# María del Carmen Paredes
María del Carmen Paredes (ur. 20 grudnia 1981) – boliwijska lekkoatletka specjalizująca się w skoku o tyczce.

## Rekordy życiowe
- skok o tyczce – 2,55 (2006) rekord Boliwii